# Paratungstato d'ammonio
Il paratungstato d'ammonio (anche detto APT) è il sale d'ammonio e del tungsteno con formula (NH4)10(H2W12O42)·4H2O.